# Filmes de 1930 da Paramount Pictures

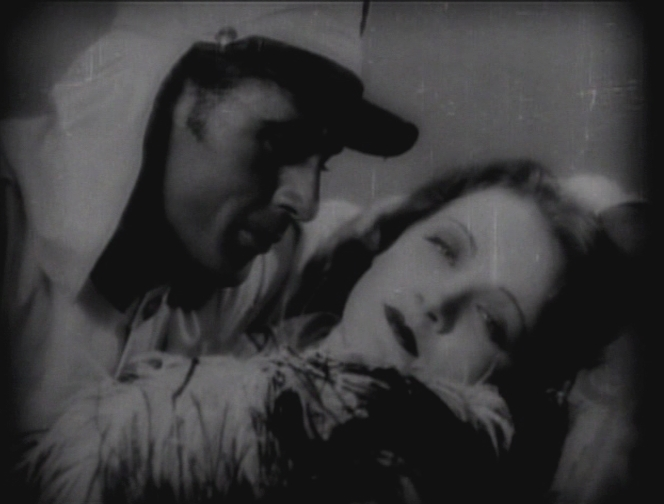
Cena de Marrocos, estrelado por Gary Cooper e Marlene Dietrich

Em 1930, a Paramount Pictures lançou um total de 63 filmes.

## Destaques
As produções mais significativas foram:
- Animal Crackers, anárquica comédia com os Irmãos Marx
- The Blue Angel, clássico perene e último trabalho de Marlene Dietrich na Alemanha
- The Devil's Holiday, história de amor com uma "luminosa atuação de Nancy Carroll"[1]
- For the Defense, surpreendente sucesso de público, um drama criminal rodado em apenas quinze dias.
- Laughter, charmosa comédia romântica estrelada por Fredric March
- Monte Carlo, comédia musical "marcada pelo estilo inconfundível do diretor Ernst Lubitsch" [2]
- Morocco,  aventura romântica que assinalou a estreia de Marlene Dietrich em Hollywood
- Sarah and Son, melodrama lacrimoso aplaudido pelo público, deu a Ruth Chatterton uma indicação para o Oscar
- The Spoilers, terceira (e geralmente considerada a melhor[1]) adaptação do romance western de Rex Beach
- Street of Chance, a mais bem sucedida das três películas estreladas por William Powell e Kay Francis em 1930[1]
- Tom Sawyer, para muitos a melhor versão cinematográfica da obra de Mark Twain[2]
- The Vagabond King, primeiro filme sonoro totalmente em Technicolor do estúdio[1]

## Prêmios Oscar

### Terceira cerimônia
- Filmes exibidos entre 1 de agosto de 1929 e 31 de julho de 1930

| Filme                       | Indicações               | Premiações |
| --------------------------- | ------------------------ | ---------- |
| The Big Pond                | Ator (Maurice Chevalier) | ---        |
| The Devil's Holiday         | Atriz (Nancy Carroll)    | ---        |
| Sarah and Son               | Atriz (Ruth Chatterton)  | ---        |
| Street of Chance            | Roteiro Adaptado         | ---        |
| The Vagabond King           | Direção de Arte          | ---        |
| With Byrd at the South Pole | Fotografia               | Fotografia |

### Quarta cerimônia
- Filmes exibidos entre 1 de agosto de 1930 e 31 de julho de 1931

| Filme                        | Indicações                                                  | Premiações |
| ---------------------------- | ----------------------------------------------------------- | ---------- |
| Laughter                     | Roteiro Original                                            | ---        |
| Morocco                      | Atriz (Marlene Dietrich) Diretor Fotografia Direção de Arte | ---        |
| The Right to Love            | Fotografia                                                  | ---        |
| The Royal Family of Broadway | Ator (Fredric March)                                        | ---        |

- Departamento de Som do Estúdio Paramount: Gravação de Som

Observe-se que, até 1933, concorriam à premiação os filmes lançados de 1 de agosto de um ano a 31 de julho do ano seguinte (a cerimônia referente a 1932/1933 abrangeu os filmes de 1 de agosto de 1932 a 31 de dezembro de 1933).

## Os filmes de 1930
| Título original              | Título PT/BR               | Título PT/PT               | Astros                                   | Diretor                         |
| ---------------------------- | -------------------------- | -------------------------- | ---------------------------------------- | ------------------------------- |
| For the Defense              | Defesa Que Humilha         |                            | William Powell, Kay Francis              | John Cromwell                   |
| The Blue Angel               | O Anjo Azul                | O Anjo Azul                | Marlene Dietrich, Emil Jannings          | Josef von Sternberg             |
| Behind the Make-Up           |                            |                            | William Powell, Kay Francis              | Robert Milton                   |
| Young Man of Manhattan       | Inconstância               |                            | Norman Foster, Claudette Colbert         | Monta Bell                      |
| Dangerous Paradise           | Paraíso Perigoso           |                            | Nancy Carroll, Richard Arlen             | William Wellman                 |
| The Big Pond                 | Um Romance em Veneza       |                            | Maurice Chevalier, Claudette Colbert     | Hobart Henley                   |
| Fast and Loose               |                            |                            | Charles Starrett, Miriam Hopkins         | Fred Newmeyer                   |
| The Devil's Holiday          | Noivado de Ambição         |                            | Nancy Carroll, Phillips Holmes           | Edmund Goulding                 |
| Animal Crackers              | Os Galhofeiros             |                            | Irmãos Marx, Lilian Roth                 | Victor Heerman                  |
| Grumpy                       |                            |                            | Cyril Maude, Phillips Holmes             | George Cukor                    |
| Safety in Numbers            |                            |                            | Charles "Buddy" Rogers, Kathryn Crawford | Victor Schertzinger             |
| Follow Thru                  |                            |                            | Charles "Buddy" Rogers, Nancy Carroll    | Lloyd Corrigan, Laurence Schwab |
| The Mighty                   | O Poderoso                 | Os Poderosos               | George Bancroft, Esther Ralston          | John Cromwell                   |
| Honey                        | Doce Como Mel              |                            | Nancy Carroll, Stanley Smith             | Wesley Ruggles                  |
| Morocco                      | Marrocos                   | Marrocos                   | Gary Cooper, Marlene Dietrich            | Josef von Sternberg             |
| Roadhouse Nights             | O Repórter Audacioso       |                            | Helen Morgan, Charles Ruggles            | Hobart Henley                   |
| The Spoilers                 | Inferno Dourado            |                            | Gary Cooper, Kay Johnston                | Edwin Carewe                    |
| Paramount on Parade          | Paramount em Grande Gala   | Paramount em Gala          | Jean Arthur, Clara Bow                   | Ernst Lubitsch e outros         |
| The Royal Family of Broadway |                            | A Família Real de Broadway | Ina Claire, Fredric March                | George Cukor, Cyril Gardner     |
| Laughter                     | O Melhor da Vida           |                            | Nancy Carroll, Fredric March             | Harry d'Abbadie d'Arrast        |
| Anybody's Woman              | Esposa de Ninguém          |                            | Ruth Chatterton, Clive Brook             | Dorothy Azner                   |
| Burning Up                   |                            |                            | Richard Arlen, Mary Brian                | Edward Sutherland               |
| Dangerous Nan McGrew         |                            |                            | Helen Kane, Victor Moore                 | Malcolm St. Clair               |
| The Right to Love            | O Direito de Amar          |                            | Ruth Chatterton, Paul Lukas              | Richard Wallace                 |
| Sarah and Son                | Sarah e Seu Filho          |                            | Ruth Chatterton, Fredric March           | Dorothy Azner                   |
| Monte Carlo                  | Monte Carlo                | Monte Carlo                | Jeannette MacDonald, Jack Buchanan       | Ernst Lubitsch                  |
| Tom Sawyer                   | Aventuras de Tom Sawyer    |                            | Jackie Coogan, Junior Durkin             | John Crowell                    |
| Manslaughter (1930)          |                            |                            | Claudette Colbert, Fredric March         | George Abbott                   |
| Street of Chance             | Caminhos da Sorte          |                            | William Powell, Kay Francis              | John Crowell                    |
| The Vagabond King            | O Rei Vagabundo            |                            | Dennis King, Jeannette MacDonald         | Ludwig Berger                   |
| Anybody's War                |                            |                            | George Moran, Charles Mack               | Richard Wallace                 |
| The Border Legion            | A Legião dos Celerados     |                            | Richard Arlen, Jack Holt                 | Otto Brower                     |
| The Benson Murder Case       |                            |                            | William Powell, Paul Lukas               | Frank Tuttle                    |
| Her Wedding Night            |                            |                            | Clara Bow, Charles Ruggles               | Frank Tuttle                    |
| Young Eagles                 | Águias Modernas            |                            | Charles "Buddy" Rogers, Jean Arthur      | William Wellman                 |
| With Byrd at the South Pole  | Com Byrd no Polo Sul       |                            | Documentário                             |                                 |
| Heads Up!                    |                            |                            | Charles "Buddy" Rogers, Helen Kane       | Victor Schertzinger             |
| The Virtuous Sin             | Coragem de Amar            |                            | Kay Francis, Walter Houston              | George Cukor                    |
| Follow the Leader            | Ao Compasso da Batuta      |                            | Ed Wynn, Ginger Rogers                   | Norman Taurog                   |
| The Return of Dr. Fu Manchu  | O Ressussitado             |                            | Warner Oland, Jean Arthur                | Rowland V. Lee                  |
| True to the Navy             |                            | A Noiva da Esquadra        | Clara Bow, Fredric March                 | Frank Tuttle                    |
| The Texan                    | O Adorado Impostor         |                            | Gary Cooper, Fay Wray                    | John Cromwell                   |
| Feet First                   | Haroldo Trepa-Trepa        |                            | Harold Lloyd, Barbara Kent               | Clyde Bruckman                  |
| Derelict                     |                            |                            | George Bancroft, William Boyd            | Rowland V. Lee                  |
| Queen High                   | A Rainha de Copas          |                            | Charles Ruggles, Frank Morgan            | Fred Newmeyer                   |
| The Social Lion              |                            |                            | Jack Oakie, Mary Brian                   | Edward Sutherland               |
| Slightly Scarlet             |                            |                            | Clive Brook, Evelyn Brent                | Louis Gasnier                   |
| Playboy of Paris             | O Café do Felisberto       |                            | Maurice Chevalier, Frances Dee           | Ludwig Berger                   |
| Ladies Love Brutes           | As Mulheres Amam os Brutos |                            | George Bancroft, Mary Astor              | Rowland V. Lee                  |
| Let's Go Native              | Naufrágio Amoroso          |                            | Jeannette MacDonald, Jack Oakie          | Leo McCarey                     |
| Only the Brave               |                            |                            | Gary Cooper, Mary Brian                  | Frank Tuttle                    |
| The Light of Western Stars   | A Estrela do Ocidente      |                            | Richard Arlen, Mary Brian                | Otto Brower, Edwin H. Knopf     |
| The Silent Enemy             |                            |                            | Documentário                             | H. P. Carver                    |
| Shadow of the Law            |                            |                            | William Powell, Regis Toomey             | Louis Gasnier                   |
| Men Are Like That            |                            |                            | Hal Skelly, Doris Hill                   | Frank Tuttle                    |
| Love Among the Millionaires  | Amor Entre Milionários     |                            | Clara Bow, Stanley Smith                 | Frank Tuttle                    |
| The Sea God                  | O Deus do Mar              |                            | Richard Arlen, Fay Wray                  | George Abbott                   |
| The Man from Wyoming         | A Prova de Amor            |                            | Gary Cooper, June Collyer                | Rowland V. Lee                  |
| Seven Days' Leave            | Sete Dias de Licença       |                            | Gary Cooper, Beryl Mercer                | Richard Wallace                 |
| Only Saps Work               |                            |                            | Leon Errol, Richard Arlen                | Cyryl Gardner, Edwin H. Knopf   |
| The Santa Fe Trail           | Caminho de Santa Fé        |                            | Richard Arlen, Rosita Moreno             | Otto Brower, Edwin H. Knopf     |
| The Sap from Syracuse        | O Amor Atravessa o Mar     |                            | Jack Oakie, Ginger Rogers                | Edward Sutherland               |
| Sea Legs                     |                            |                            | Jack Oakie, Lillian Roth                 | Victor Heerman                  |